# Nationaal park Itatiaia
Het nationaal park Itatiaia is een Braziliaans natuurreservaat gelegen op de grens tussen de staten Rio de Janeiro en Minas Gerais. Het park werd opgericht op 14 juni 1937 door de toenmalige president Getúlio Vargas en is daarmee het oudste nationale park van Brazilië. De naam van het park betekent in het Tupi 'naalden van steen'.
Het park heeft een totale oppervlakte van 120 000 hectare en is onderdeel van het bergketen Serra da Mantiqueira. In het park bevindt zich de vijfde hoogste berg van Brazilië, de 2878m hoge Pico das Agulhas Negras. Deze berg is zichtbaar vanuit het noordwesten van Resende tijdens het rijden tussen Rio de Janeiro en São Paulo via de snelweg Presidente Dutra, dat de gemakkelijkste route is om daarheen te komen.
Het park is omgeven door het milieubeschermingsgebied Serra da Mantiqueira dat voorziet in een ecologische bufferzone van het park. In het park leven verschillende soorten planten en ongeveer 250 soorten vogels.
Het park is verdeeld in een hoge en een lage gebied. Het hoge gebied is via een weg dat ongeveer 35 km van de hoofdingang vandaan ligt toegankelijk en geeft toegang tot de bergen Pico das Agulhas Negras en Pico das Prateleiras. In het lage gebied bevindt zich een natuurlijke geschiedenis museum.
Een klein oppervlakte van het park dat dicht bij de stad Itatiaia ligt heeft vele watervallen, zoals de Véu de Noiva met 45 meter. Vanaf Itatiaia is het park in het zuidoosten bereikbaar met de BR-485. In het oosten is het park bereikbaar via de RJ-151.